# Antipapa Gregório VI
O Antipapa Gregório VI foi antipapa em 1012 em oposição ao Papa Bento VIII. Com a morte do Papa Sérgio IV em junho de 1012, Gregório se opôs à eleição de Bento VIII, e se autodeclarou papa, aparentemente por uma facção de pequeno porte.
Prontamente expulso de Roma, Gregório viajou para a Alemanha, e pediu apoio ao rei Henrique II em 25 de dezembro de 1012. O monarca prometeu-lhe que o seu caso seria cuidadosamente analisada de acordo com o Direito Canônico e o costume romano, e o reconheceu como antipapa, ordenamdo-lhe que deixasse de agir como papa. Após isso, a história de Gregório é desconhecida.